# Raymond Bru
Raymond Jean Bru (Brussel, 30 maart 1906 - december 1989) was een Belgisch schermer. 

## Levensloop
Bru nam tussen 1928 en 1948 3 keer deel aan de Olympische Spelen in verschillende categorieën: floret (individueel en team) en degen (team). In 1948 haalde hij er samen met Georges de Bourguignon, Henri Paternoster, André van de Werve de Vorsselaer, Edouard Yves en Paul Valcke een bronzen medaille in de categorie floret.
Daarnaast behaalde hij met het twee medailles op de Wereldkampioenschappen in het onderdeel 'floret team', met name zilver in 1929 te Napoli en brons in 1930 te Luik.